# Nathaniel B. Smithers

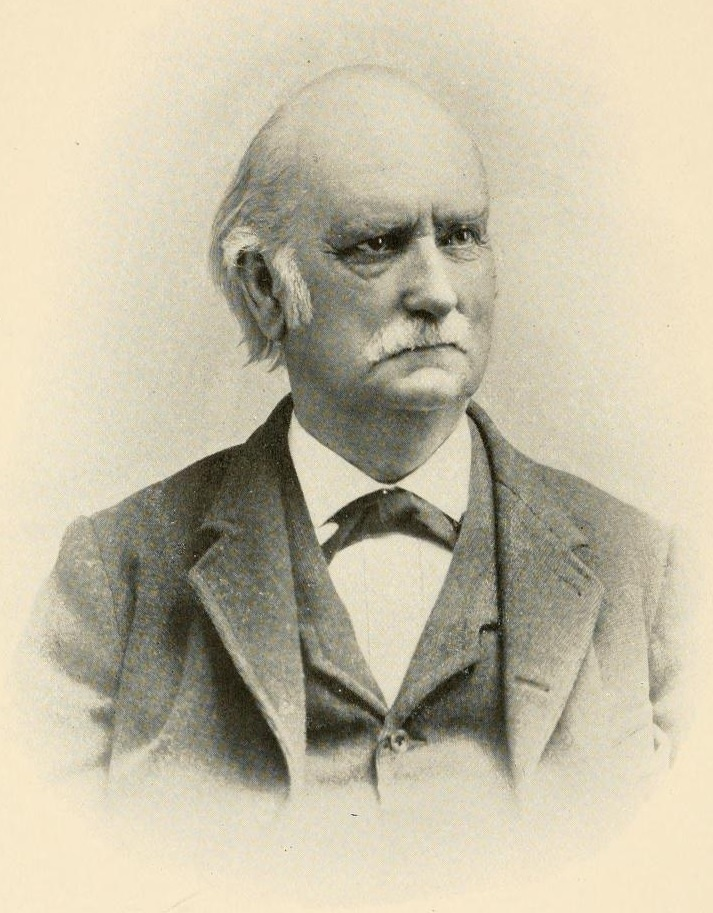
Nathaniel B. Smithers

Nathaniel Barratt Smithers (* 8. Oktober 1818 in Dover, Delaware; † 16. Januar 1896 ebenda) war ein US-amerikanischer Politiker.
Smithers graduierte 1836 am Lafayette College in Pennsylvania. Anschließend studierte er Jura, wurde 1840 als Anwalt zugelassen und eröffnete dann eine Anwaltspraxis in Dover. Später bekleidete er vom 20. Januar bis zum 23. November 1863 den Posten des Secretary of State von Delaware. Ferner wurde er als Unionist in den 38. US-Kongress gewählt, um im Repräsentantenhaus die freie Stelle zu füllen, die durch den Tod von William Temple entstanden war. Dort diente er vom 7. Dezember 1863 bis zum 3. März 1865. Er bewarb sich 1864 erfolglos um eine Wiederwahl in den 39. Kongress. Danach kehrte er zu seiner Tätigkeit in seiner Anwaltspraxis in Dover zurück. Im selben Jahr nahm er als Delegierter an der Republican National Convention teil.
Smithers starb 1896 in Dover und wurde dort auf dem Old Methodist Cemetery beigesetzt.